# 侯世宏
侯世宏（1933年—2008年12月17日）是台灣廣播電視節目製作人、演員。
侯世宏出身台南望族，與台南幫領導者之一侯雨利是同宗，為台語電視劇的小生，之後退居幕後擔任製作人，曾製作中視《蓬萊仙島》、中視《下午茶》。2008年12月3日因心肌梗塞逝世於成大醫院。
1981年5月第16屆金鐘獎頒獎典禮，頒獎典禮主持人暨綜藝節目主持人獎得獎者李季準說，他未經試鏡而獲選主持中視《蓬萊仙島》，是侯世宏給他主持節目的機會。

## 私人生活
侯世宏的元配是郭純美，之後他和演員林月雲交往，使林月雲未婚懷孕並在1977年生下侯佩岑。在侯佩岑擔任新聞主播後，侯世宏曾致電到電視台指正侯佩岑的播報缺失。